# Michaela Marzola
Michaela Marzola, italijanska alpska smučarka, * 21. februar 1966, Selva di Val Gardena, Italija.
Nastopila je na Olimpijskih igrah 1988, kjer je bila sedma v superveleslalomu, deseta v kombinaciji in devetnajsta v smuku. Na svetovnih prvenstvih je nastopila štirikrat, najboljšo uvrstitev je dosegla s šestnajstim mestom v kombinaciji leta 1991. V svetovnem pokalu je tekmovala štiri sezone med letoma 1984 in 1988 ter dosegla eno zmago v superveleslalomu. V skupnem seštevku svetovnega pokala je bila najvišje na 28. mestu leta 1986, ko je bila tudi tretja v superveleslalomskem seštevku.